# Raketoplan Ptička
Ptička (rusko Птичка – Ptička) je neuradno ime za sovjetski raketoplan 1.02, drugi raketoplan v projektu Buran. Uradno naj bi se imenoval Burja. Prvič naj bi poletel leta 1992 v oskrbovalnem poletu brez posadke do vesoljske postaje Mir, vendar so projekt opustili, tako da do izstrelitve ni prišlo. Tudi raketoplan sam ni bil nikoli dokončan in je danes shranjen v Bajkonurju v Kazahstanu.